# محاصره دمیاط (۱۲۴۹)
محاصره دمیاط (انگلیسی: Siege of Damietta)، نبردی است که در جریان جنگ صلیبی هفتم در سال ۱۲۴۹ میلادی در بندر دمیاط میان صلیبیون به رهبری لوئی نهم و ایوبیان به رهبری نجم‌الدین یوسف رخ داد که در نهایت با پیروزی استراتژیک صلیبیون همراه بود.

## پیش از نبرد

### وضعیت صلیبیون
پس از به نتیجه نرسیدن مذاکرات لوئی با مغولان، سپاه صلیبی تا مه ۱۲۴۹ همچنان در قبرس مانده بود و سپاه آماده حرکت به سمت مصر نبود. با رسیدن فصل بهار، لوئی از ایتالیایی خواست تا کشتی‌های بیشتری در اختیارش قرار دهند تا نیروهای وی به سهولت بتواند به سمت مصر حرکت کنند. ونیزی‌ها که از ابتدا به دلایل سیاسی و تجاری با این جنگ مخالف بودند، درخواست پادشاه فرانسه را رد کردند و تن به همکاری با نیروهای صلیبی ندادند. پیزایی‌ها و جنوایی‌ها نیز در ماه مارس با یکدیگر درگیر شدند و جنوایی‌ها که لوئی روی آنها حساب باز کرده بود، از پیزایی‌ها شکست خوردند با این حال کشتی‌های مدنظر تا اواخر ماه مه فراهم شد؛ و در طول این مدت لوئی با نمایندگان و حکام مختلف دیدار از جمله، هتوم، پادشاه ارمنستان و ماریا برین، ملکه امپراتوری لاتین دیدار کرد. سرانجام با رسیدن نیروهای دوک بورگوندی به قبرس، در ۱۳ مه ۱۲۴۹ صلیبیون شروع به سوار شدن به کشتی‌ها کردند تا آماده حرکت به سمت مصر شوند.

### وضعیت ایوبیان
همزمان با آغاز حرکت صلیبیون به سمت مصر، الصالح ایوب در دمشق به سر می‌برد تا با الناصر یوسف، حاکم حلب ــ که حمص را از دست اشرف موسی خارج کرده بود ــ بجنگد. اوضاع شام این چنین بود که پس از مرگ منصور ابراهیم، حاکم حمص، الصالح ایوب فرزند وی، مظفرالدین موسی را جانشین وی کرد و مخاص‌الدین ابراهیم بن اسماعیل بن قرناص را به عنوان نایب حکومت منصوب کرد تا بار حاکمیت الصالح بر حمص تجدید شود. الناصر یوسف، حاکم حلب، از این فرصت برای غلبه بر املاکش استفاده کرد؛ زیرا الصالح ایوب حمص را به منزله قلعه‌ای قدیمی در اطراف قلمروش به حساب می‌آورد و هنگامی که در معرض خطر قرار می‌گرفت حمص راه تهدید حکومت وی از جانب دشمنانش بود. وی توانست حاکم حمص را راضی کند که قلعه شمیمیش در شمال شرق حمص و در نزدیکی سلمیه را به وی واگذار کند. الناصر از این اقدام هراسید چرا که آن را قدمی برای دست‌یابی به حلب می‌دانست؛ بنابراین به حمص حمله برد و مظفرالدین موسی مجبور شد که حمص را در مقابل بخشیدن تل باشر، به وی واگذار کند.
این اتفاقات سبب شد تا الصالح ایوب واکنش نشان دهد و با وجود بیماری سل عازم شام شود تا منازعات شمال شام را دفع کند. با این حال پس از آن که از تجمع صلیبیون در قبرس و آماده شدن آنها برای حمله به شرق با خبر شد، درصدد برطرف کردن مشکلات داخلی‌اش در شام برآمد تا سریع‌تر تمرکز خود را به صلیبیون معطوف کند. نیروهای تحت فرمان وی در سال ۱۲۴۸ میلادی، حمص را محاصره کردند اما با میانجی‌گری فرستاده خلیفه عباسی، شیخ نجم‌الدین بادرانی ــ که حلبی‌ها را به حلب و سپاه الصالح را به دمشق برگرداند ــ، نیروهای الصالح از محاصره حمص دست کشیدند. وی پس از به پایان رسیدن منازعات شام، به سرعت به مصر بازگشت و در اشموم طناح اردو زد تا وقتی صلیبیون به دمیاط رسیدند، بتواند در مقابل آنها مقاومت کند. وی به واسطه بیماری‌اش نمی‌توانست رهبری سپاه بر عهده بگیرد بنابراین رهبری سپاه ایوبیان را به وزیرش فخرالدین یوسف بن شیخ الشیوخ واگذار کرد و به وی دستور داد که مانع از ورود صلیبیون از راه خشکی شود.

## آغاز جنگ

### محاصره دمیاط

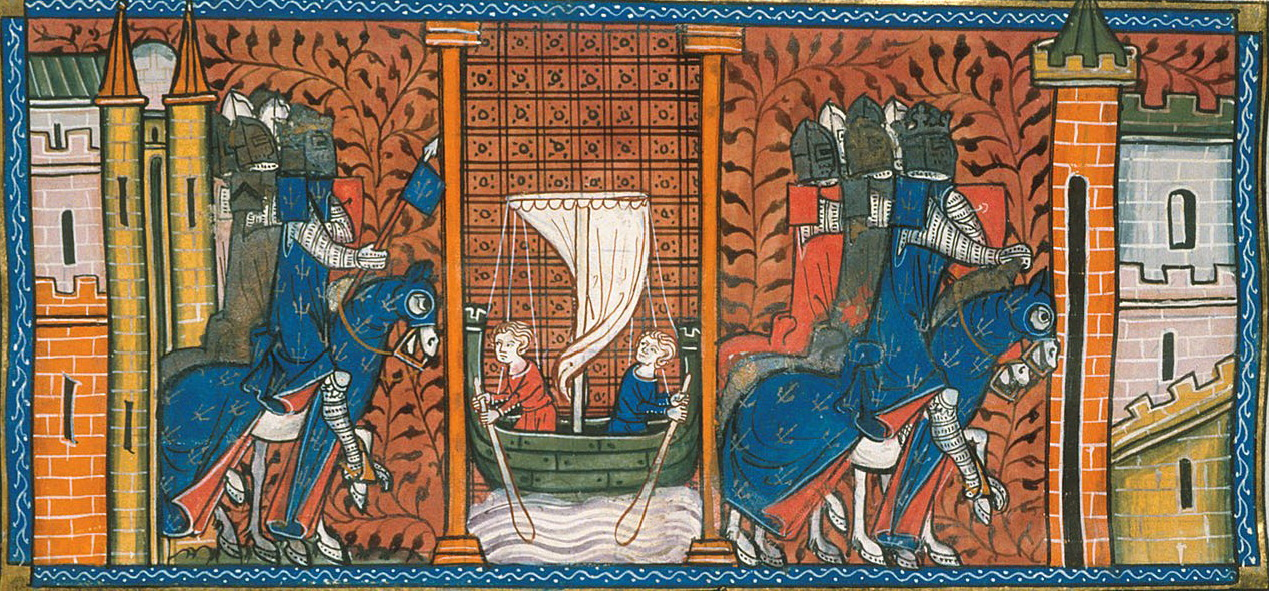
نگاره‌ای محاصره دمیاط توسط نیروهای صلیبی در سال ۱۲۵۰ میلادی

اواخر ماه مه ۱۲۴۹ ناوگان صلیبی از قبرس حرکت کرد و ۴ ژوئن به دمیاط رسید. ۳۱ سال پیش، سپاه صلیبی در جنگ پنجم صلیبی، محاصره این شهر را از اردوی سنگربندی‌شده‌ای واقع در ساحل غربی رود نیل آغاز کردند. لوئی نیز تصمیم گرفت همان روش را پیاده کند. الصالح که مصمم بود اجازه ندهد نیروهای صلیبی از این موقعیت استفاده کنند، بدین‌ترتیب به صف‌آرایی نظامیان خود در کرانه رود نیل پرداخت. بسیاری از شوالیه‌ها بر قایق‌های کم‌عمق سوار شدند تا بتواند در سواحل کنار رودخانه مانور دهند. سپس صلیبیون به یک حمله آبی-خاکی اقدام کردند. وقتی قایق‌های به ساحل رسیدند، نیروهای صلیبی به ساحل یورش بردند تا با مدافعان ایوبی در ساحل بجنگند. پس از برخورد میان دو نیروهای دو طرف، چیزی نگذشت که سپاه ایوبی عقب‌نشینی کرد و صلیبیون پادگان‌های ایوبی مستقر در سواحل غربی نیل را تصرف کردند.
با شکست نیروهای مدافع و سقوط پادگان‌های ساحل نیل، وضعیت نیروهای ایوبی و شهر آشفته شد. صلیبیون که در این زمان قصد محاصره شهر را داشتند، گمان می‌بردند که محاصره شهر همانند محاصره قبلی طی جنگ پنجم به درازا خواهد کشید اما با توجه به شرایط آشفته نیروهای ایوبی در دمیاط و ترس مردمان دمیاط، فخرالدین یوسف نیروهای خود را از شهر خارج کرد بدین ترتیب همه مسلمانان بعد از روشن کردن آتش در بازار شهر، شهر را به مقصد پادگان الصالح در اشموم طناح ترک کردند؛ همان‌گونه که بعضی از اعراب کنانه که با الصالح ایوب برای دفاع از شهر پیمان بسته بودند، فرار کردند و دروازه‌های شهر را باز گذاشتند و در مسیر فرارشان از روی پلی که شهر را به کناره غربی نیل وصل می‌کرد، عبور نکردند لذا دمیاط شهری آماده فتح برای صلیبیون باقی ماند و نیروهای صلیبی تحت فرمان لوئی در ۶ ژوئیه ۱۲۴۹ وارد دمیاط شدند و بدون هیچ‌گونه درگیری آن را فتح کردند.

### پس از سقوط دمیاط

#### وضعیت ایوبیان
با سقوط دمیاط، شادی اردوگاه صلیبیون را فراگرفت ولی در مقابل، مسلمانان از سقوط دمیاط وحشت کرده بودند. الصالح ایوب نیز از سقوط شهر و عدم مقاومت نیرهایش خشمگین شده بود. وی تمامی زیردستانش را سرزنش و آنها را به سبب کوتاهی در دفاع از شهر نکوهش کرد و بیش از ۵۰ نفر از مردان بنی‌کنانه را که سنگرهای دفاعی خود را ترک کرده و گریخته بودند، به دار آویخت. با این حال مسئولیت عمده بر عهده فخرالدین یوسف، فرمانده سپاه ایوبی بود. اگر وی در شهر می‌ماند، می‌توانست در مقابل نیروهای صلیبی مقاومت کند و حتی مانع از ورود آنها به شهر شود. طبق گفته ژان دو ژوانویل ظاهراً فخرالدین به حکومت تمایل داشته‌است و معتقد بوده که الصالح ایوب به علت شدت بیماری‌اش از دنیا می‌رود. به همین علت وی دمیاط را ترک گفته و به اردوگاه سلطان ایوبی بازگشته است تا پس از مرگ الصالح بتواند هر مقامی برسد.
در این هنگام زیردستان سلطان ایوبی دربارهٔ آینده خود هراسان و مشکوک شدند و به فکر رهایی از دست او افتادند اما فخرالدین یوسف بین آنها و الصالح واسطه شد و آنها را به صبر دعوت کرد؛ زیرا بعد از ناامیدی پزشکان از معالجه الصالح، مریضی‌اش شدیدتر شده بود. مقریزی در باب سقوط دمیاط و مقایسه آن با سقوط آن در طی جنگ پنجم در کتاب السلوک خود گفته‌است که:
دمیاط در زمان ملک الکامل و در وقتی که صلیبیون وارد آن شدند، از نظر ذخایر و شمار مردان جنگی کم‌تر از اوضاع کنونی بود، ولی با این حال صلیبیون تا یک سال [۱۸ ماه] نتوانستند آن را تصرف کندو زمانی عده‌ای از مردم آن با وبا و گرسنگی از دنیا رفتند و این دفعه نیز گروه‌هایی از مردان شجاع بنی‌کنانه بودند لذا نتوانستند طرفی ببندند

#### وضعیت صلیبیون
پس از آن که صلیبیون بر تمام آنچه از آذوقه و مواد در دمیاط بود، مسلط شدند، سریعاً سعی بر تغییر ظاهر شهر دمیاط و تبدیل آن به شهری مسیحی کردند. در اولین گام مسجد شهر را به کلیسایی به نام «نوتردام» تبدیل و اسقفی کاتولیک را برای آنجا تعیین کردند. ساختن شهر و توزیع اقطاعات بین امیران و تجار را به ۳ گروه شوالیه‌های معبد، شوالیه‌های مهمان‌نواز و شوالیه‌های تتونیک محول کردند و دمیاط در رول تابستان ۱۲۴۹ میلادی پایتخت صلیبیون در شرق شد. در این اثنا مریضی الصالح ایوب شدت گرفت؛ به گونه‌ای که نمی‌توانست از بستر بیماری برخیزد؛ بنابراین وی را با نقاله‌ای به منصوره منتقل کردند تا بر امور سپاه نظارت کند و او هم از قاهره درخواست کمک کرد. در همین اثنا بادیه‌نشینانی از ریف به راه افتادند تا این که به دیوارهای شهر دمیاط رسیدند و هر فرد صلیبی بیرون از شهر را که می‌دیدند، می‌کشتند. بدین ترتیب لوئی مجبور شد برای حفاظت از لشکریانش نگهبانانی بگمارد و به دور دیوار شهر خندقی حفر کند.
با فتح دمیاط انتظار می‌رفت که لوئی از پیروزی‌اش در دمیاط برای نابودی قدرت ایوبیان در مصر و فتح قاهره استفاده کند مخصوصاً زمانی که اوضاع داخلی ایوبیان به واسطه بیماری الصالح ایوب دشوار و ناآرام بود؛ با این حال از این فرصت نکرد و ۵ ماه در دمیاط اقامت نمود که در این زمان هیچ اتفاق خاصی رخ نداد و لوئی نیز از ضعف قوای ایوبی استفاده نکرد. طبق گفته ژان دو ژوانویل، لوئی در این زمان منتظر طغیان رودخانه نیل بود ــ که سبب شکست صلیبیون طی جنگ پنجم صلیبی شده بود ــ و همچنین وی منتظر رسیدن بردارش، آلفونس بود که به همراه کمک‌هایی که لوئی درخواست کرده بود، عازم شرق شده بود.
در اواخر ژوئیه، زمان برنامه‌ریزی برای مرحله بعدی فرا رسید. چرا که آب نیل در این زمان کم شده بود و آلفونس با امکانت همراه خود به دمیاط رسیده بود. صلیبیون در این زمان شورایی نظامی تشکیل دادند و در آن دربارهٔ اتخاذ تصمیم‌های بعدی مشورت کردند. بعضی از فرماندهان، از جمله پطرس، کنت بریتانی و امیران صلیبی شرق تأکید بر حمله به اسکندریه و تسخیر سواحل مصر را داشتند؛ مخصوصاً که در آن کشتی‌هایی بسیار برای گذشتن از شعبه رود نیل وجود داشت و لازمه این عمل آن بود که ارتباط مصر را با دنیای خارج قطع و آن را از تجارت محروم کنند. همان‌گونه که آنها فوراً برای الصالح ایوب که از ناچاری طلب صلح می‌کرد، مجلسی تشکیل دادند؛ لیکن برخی دیگر از جمله رابرت، کنت ارتوا و برادر پادشاه فرانسه، حمله به قاهره را ترجیح می‌دادند و لوئی نیز نظر آنها را برای حمله به قاهره پذیرفت.